# Difluorosilane
Le difluorosilane est un composé chimique de formule SiH2F2. Il se présente sous la forme d'un gaz incolore dont le point d'ébullition, de −77,8 °C, est le plus élevé des fluorosilanes. Il se décompose aux températures supérieures à environ 450 °C pour former du trifluorosilane SiHF3, du tétrafluorure de silicium SiF4 ainsi que d'autres composés.
Le difluorosilane peut être obtenu en faisant réagir du dichlorosilane SiH2Cl2 avec du trifluorure d'antimoine SbF3 :
3 SiH2Cl2 + 2 SbF3 ⟶ 3 SiH2F2 + 2 SbCl3.
Cette réaction libère également du tétrafluorure de silicium SiF4 avec de l'hydrogène H2.
Soumis à un arc électrique, les atomes d'hydrogène sont éliminés préférentiellement de la molécule SiH2F2, ce qui libère de l'hydrogène H2 en donnant du 1,1,2,2-tétrafluorodisilane F2HSi–SiHF2 :
2 SiH2F2 ⟶ SiHF2SiHF2 + H2.
À température élevée, le difluorosilane peut se dismuter en échangeant un atome d'hydrogène et un atome de fluor entre deux molécules, ce qui donne du fluorosilane SiHF3 et du trifluorosilane SiHF3.
Le difluorosilane peut être utilisé avec l'ammoniac NH3 pour le dépôt chimique en phase vapeur (CVD) de couches minces de nitrure de silicium Si3N4.